# لری مولن جونیور
لری مولن جونیور (انگلیسی: Larry Mullen Jr.؛ زادهٔ ۳۱ اکتبر ۱۹۶۱) درامر و هنرپیشه اهل جمهوری ایرلند است که از سال ۱۹۷۶ میلادی تاکنون مشغول فعالیت بوده‌است. او بیشتر به عنوان درامر گروه موسیقی یوتو شناخته می‌شود.